# 岡光序治
岡光 序治（おかみつ のぶはる、1939年2月1日 - ）は、日本の官僚。厚生事務次官を経て、収賄罪で懲役。出所後、ウィーティービーフーズ株式会社を設立し、同社社長や会長を務める。

## 来歴
広島県呉市出身。呉海軍工廠に勤務していた父親が、岡光1歳の時に亡くなり、親ひとり子ひとり、女手ひとつで育てられ、苦学して広島県立呉三津田高等学校に進学、東京大学法学部卒業後、1963年（昭和38年） 厚生省に入省した。社会局援護課に配属された。厚生省を選んだ理由は、子供の頃、呉の実家近くに岸信介らが設立した東洋パルプの工場があり、大量の汚水を瀬戸内海に流す光景が頭から離れず、豊かで美しい瀬戸内海を取り戻したいという思いからだという。ちなみに環境庁のできる以前の環境行政は厚生省が所管していた。厚生省入省の際の保証人が、同郷でもある時の総理大臣・池田勇人と経済企画庁長官・宮澤喜一だったため、面接官全員にかえって警戒された。
栃木県衛生民生部児童家庭課長、衛生民生部厚生課長、企画部開発計画課長、総務部財政課長、社会保険庁長官官房総務課長補佐、大臣官房総務課広報室長、厚生省保険局企画課長、老人保健福祉部長、薬務局長、大臣官房長、保険局長などを歴任。この間、薬価基準制度の是正、老人保健法の改正、介護保険の策定などにあたり、強腕の官僚として知られた。1996年（平成8年）の薬害エイズ事件の責任を取って辞任した多田宏の後任として当時の厚生大臣・菅直人に任命され同年7月、厚生事務次官に就任。
しかし同年11月、特別養護老人ホーム汚職事件が発覚。特別養護老人ホームの補助金交付に便宜を図った見返りに利益供与を受けたとされ、官僚腐敗と書きたてられ大きな社会問題となった。当時の小泉純一郎厚生大臣から「介護保険法を成立させたいから、君も言いたいことがあるのはわかるが、とりあえず辞表を出してくれないか」と説得され、岡光自身が苦労してまとめ上げた介護保険法成立と引き換えに、やむなく辞表を提出した。後任には山口剛彦が就いた。真相解明の前に辞めさせられたことで罪を認めたような印象を与えて、その後あることないこと連日マスコミに報道された。利益供与を受けた人物は、古くからの知り合いであり、受けとったお金は自宅を新築するために借りた、半分は返したと主張し続けたが通らず、同年12月4日、警視庁に逮捕され収賄罪に問われ、控訴、上告、上告棄却の後、2003年（平成15年）、懲役2年、追徴金約6369万円の実刑判決を受ける。戦後の汚職事件で、中央省庁事務次官経験者の実刑が確定するのは初めてだった。
石原慎太郎は「厚生省が堕落したのは、竹下派の経世会の御三家が薬屋と結託して政治資金をつくった。それを見てるから、岡光みたいな人が年寄りを食い物にして結局バレた。それで年金を破壊した」と述べている。
刑に服し2004年（平成16年）出所。事件後に離婚し、5人の子供とも別れて出所後に帰郷。母親の介護をしつつ2009年（平成21年）には、東京池袋に早稲田大学と組んで野菜の産直会社を興した。また、自然尊厳死提唱のための社団法人「高齢問題研究会」理事長を務めている。

## 略歴
- 1963年（昭和38年） 東京大学法学部卒業
- 同年 厚生省入省
- 1969年（昭和44年） 医務局総務課企画法令係長[13]
- 1970年（昭和45年） 大臣官房総務課長補佐[14]
- 1971年（昭和46年） 栃木県出向（～1975年（昭和50年））
- 1977年（昭和52年） 社会保険庁船員保険課長
- 1981年（昭和56年） 社会局施設課長
- 1983年（昭和58年） 薬務局経済課長
- 同年 環境衛生局企画課長
- 1984年（昭和59年） 生活衛生局企画課長
- 同年  保険局企画課長
- 1987年（昭和62年） 大臣官房総務課長
- 1988年（昭和63年） 大臣官房審議官（医療保険担当）
- 1989年（平成元年） 老人保健福祉部長
- 1992年（平成4年） 薬務局長
- 1993年（平成5年） 大臣官房長
- 1994年（平成6年） 保険局長
- 1996年（平成8年） 厚生事務次官
- 同年 退職、逮捕・勾留、起訴
- 2003年（平成15年） 収監
- 2004年（平成16年） 出所
- 2009年（平成21年）ウィーティービーフーズ株式会社設立、同社代表取締役社長

## 著書
- 『老人保健制度解説』ぎょうせい、1993年
- 『社会保障入門』有斐閣、1994年
- 『官僚転落―厚生官僚の栄光と挫折』廣済堂出版、2002年

## 参考文書・ウェブサイト
- 『新訂 現代日本人名録1994 あ～せ』 日外アソシエーツ 1994年
- 物語・介護保険
- 第１３８回国会 厚生委員会 第１号

| スタブアイコン | サブスタブ | この項目は、まだ閲覧者の調べものの参照としては役立たない、人物に関連した書きかけの項目です。この項目を加筆・訂正などしてくださる協力者を求めています（P:人物伝/PJ:人物伝）。 |